# Rashard Griffith
Rashard Nathan Griffith  (nacido el 08 de octubre de 1974 en Chicago, Illinois)  es un exjugador de baloncesto estadounidense.
Sus años de formación universitaria los pasa jugando para los Badgers de la Universidad de Wisconsin. Aunque fue seleccionado en el puesto 38 en  el Draft del año 1995, nunca jugó en la NBA, pero desarrolló una interesante carrera en el baloncesto europeo, ganando dos Euroligas consecutivas en la Kinder Bolonia, equipo entrenado por Ettore Messina, y en el que destacaban jugadores como David Andersen, Marco Jaric, Manu Ginóbili, y Antoine Rigaudeau.

## Trayectoria
- High School. Chicago, IL.
- 1992-95 NCAA. Universidad de Wisconsin.
- 1995-97 TBL. TUR. Tofas Bursa.
- 1997-98 BSL. ISR. Maccabi Tel Aviv.
- 1998-00 TBL. TUR. Tofas Bursa.
- 2000-02 LEGA. ITA. Kinder Bolonia.
- 2002-03 ACB. Tau Cerámica.
- 2003-04 LEGA. ITA. Lottomatica Roma.
- 2004-05 ACB. CB Tenerife.
- 2004-05 BSN. PUR. Capitanes de Arecibo. Entra en Mayo
- 2005-06 LEB. Aguas de Calpe.
- 2007 TBL. TUR. Pınar Karşıyaka
- 2007-10 Divizia A. CSU Asesoft Ploiești

## Palmarés
- 1996-97 Copa Korac. Tofas Bursa. Subcampeón
- 1997-98 BSL. ISR. Maccabi Tel Aviv. Campeón.
- 1998-99 y 1999-00 TBL. TUR. Tofas Bursa. Campeón.
- 1998-99 Copa de Turquía. Tofas Bursa. Campeón.
- 2000-01 LEGA. ITA. Kinder Bolonia. Campeón.
- 2000-01 y 2001-02 Copa de Italia. Kinder Bolonia. Campeón.
- 2000-01 y 2001-02 Euroleague. Kinder Bolonia. Campeón.
- 2005 BSN. PUR. Capitanes de Arecibo. Campeón.